# Municipio de Orange (condado de Ashland)
El municipio de Orange (en inglés: Orange Township) es un municipio ubicado en el condado de Ashland en el estado estadounidense de Ohio. En el año 2010 tenía una población de 2523 habitantes y una densidad poblacional de 25,63 personas por km².

## Geografía
El municipio de Orange se encuentra ubicado en las coordenadas 40°56′21″N 82°17′12″O / 40.93917, -82.28667. Según la Oficina del Censo de los Estados Unidos, el municipio tiene una superficie total de 98.45 km², de la cual 97,9 km² corresponden a tierra firme y (0,55 %) 0,54 km² es agua.

## Demografía
Según el censo de 2010, había 2523 personas residiendo en el municipio de Orange. La densidad de población era de 25,63 hab./km². De los 2523 habitantes, el municipio de Orange estaba compuesto por el 98,61 % blancos, el 0,2 % eran afroamericanos, el 0,08 % eran amerindios, el 0,2 % eran asiáticos, el 0,12 % eran de otras razas y el 0,79 % eran de una mezcla de razas. Del total de la población el 0,67 % eran hispanos o latinos de cualquier raza.